# Compsenia furtiva
Compsenia furtiva là một loài bướm đêm trong họ Noctuidae.